# Cottage Grove (Wisconsin)
Cottage Grove es una villa ubicada en el condado de Dane en el estado estadounidense de Wisconsin. En el Censo de 2010 tenía una población de 6.192 habitantes y una densidad poblacional de 686,01 personas por km².

## Geografía
Cottage Grove se encuentra ubicada en las coordenadas 43°5′18″N 89°12′2″O / 43.08833, -89.20056. Según la Oficina del Censo de los Estados Unidos, Cottage Grove tiene una superficie total de 9.03 km², de la cual 9.02 km² corresponden a tierra firme y (0.03%) 0 km² es agua.

## Demografía
Según el censo de 2010, había 6.192 personas residiendo en Cottage Grove. La densidad de población era de 686,01 hab./km². De los 6.192 habitantes, Cottage Grove estaba compuesto por el 92.09% blancos, el 2.45% eran afroamericanos, el 0.18% eran amerindios, el 2.16% eran asiáticos, el 0% eran isleños del Pacífico, el 1.1% eran de otras razas y el 2.02% pertenecían a dos o más razas. Del total de la población el 2.99% eran hispanos o latinos de cualquier raza.